# 太田彪雅
太田 彪雅（おおた ひょうが、1997年12月9日 - ）は、日本の柔道家。栃木県栃木市出身。階級は100kg超級。身長180cm。体重120kg。段位は四段。組み手は右組み。血液型はA型。得意技は内股。現在は旭化成に所属。トレードマークは天然パーマである。

## 経歴
柔道は7歳の時に岩舟柔道会で始めた。小学校6年生の時には全国少年柔道大会で優勝すると、全国小学生学年別柔道大会50kg超級でも優勝を飾った。
足利第一中学3年の時には全国中学校柔道大会90kg超級で優勝を成し遂げた。
白鷗大足利高校に進むと、1年の時には全日本カデで優勝した。世界カデでも準決勝までは全て一本勝ち、決勝もボスニアヘルツェゴビナの選手を指導1で破って優勝を果たした。全国高校選手権の無差別では準決勝で修徳高校3年の小川雄勢に指導2で敗れて3位になると、団体戦でも決勝の大将戦において小川に指導2で敗れて2位に終わった。2年の時には全国高校選手権の無差別で優勝を飾った。3年の時にはインターハイで個人戦、団体戦ともに5位に終わった。全日本ジュニアでは3位だった。アジアジュニアでは優勝を飾った。
2016年には東海大学へ進学した。1年の時には6月の優勝大会で優勝を飾った。9月の全日本ジュニアでは初優勝を飾った。11月の講道館杯では3回戦で世界2位である九州電力の七戸龍を反則勝ちで破るなどして決勝まで進むも、大学の5年先輩となる旭化成の王子谷剛志に指導3で敗れて2位だった。12月のグランドスラム・東京では準決勝で王子谷に指導3で敗れて3位だった。2017年2月のヨーロッパオープン・ローマでシニアの国際大会初優勝を飾った。
2年の時には4月の体重別では初戦で七戸に反則勝ちするも、準決勝で王子谷に支釣込足で敗れて3位だった。6月の優勝大会では決勝の明治大学戦で小川を大内刈の技ありで破ってチームの優勝に貢献した。8月のユニバーシアード無差別では決勝でエストニアのジュハン・メティスを破るなどオール一本勝ちで優勝を飾った。団体戦では準々決勝のドイツ戦に出場して一本勝ちすると、その後チームも優勝を飾った。9月には嘉納治五郎記念ウラジオストク日露ジュニア柔道交流大会に出場すると、決勝で地元ロシアの選手を技ありで破って優勝した。2018年3月のグランドスラム・エカテリンブルグでは決勝まで進むと、100kg級の元世界2位であるオランダのヘンク・フロルに反則勝ちしてIJFワールド柔道ツアー初優勝を飾った。
3年の時には4月の体重別で初戦で小川に反則負けを喫した。続く全日本選手権では3回戦で日本大学1年の山口貴也にGSに入ってから内股で敗れた。6月の優勝大会では決勝で筑波大学と対戦すると、中堅戦で一本勝ちするも大将戦で村田大祐が敗れて1-1に追いつかれるが、代表戦で81kg級の佐々木健志を払腰で破ってチームを3連覇へ導いた。9月の学生体重別では決勝で国士舘大学3年の竹村昂大を体落で破って優勝を飾った。この際に、「世界に挑戦するためにまずは国内（制覇が目標）。講道館杯で優勝を目指したい」とコメントした。11月の講道館杯では準決勝で大学の先輩であるJRAの影浦心に反則負けして3位だった。2019年3月のグランドスラム・エカテリンブルグでは2回戦でイスラエルのオル・サッソンに反則負けを喫した。
4年の時には4月の体重別の初戦で小川を内股で破るも、準決勝で日本製鉄の佐藤和哉に技ありで敗れて3位だった。続く全日本選手権では3回戦で国士舘大学3年の飯田健太郎を大内返、準々決勝で優勝候補であるリオデジャネイロオリンピック100kg超級銀メダリストの百五銀行の原沢久喜をGSに入ってから袖釣込腰の技ありで破ったものの、準決勝では千葉県警の加藤博剛に巴投げで敗れて3位だった。6月の優勝大会では決勝の筑波大学戦で一本勝ちするなどしてチームの4連覇に貢献した。10月の体重別団体では決勝の国士舘大学戦で飯田健太郎と引き分けるも、代表戦で73kg級の立川新が三谷大に11分45秒の戦いの末に背負投で勝利したことにより優勝を果たした。11月の講道館杯では準決勝で綜合警備保障の熊代佑輔に技ありで敗れると、3位決定戦でも王子谷に反則負けして5位に終わった。グランドスラム・大阪は、原沢久喜の左脚負傷により繰り上がりでの出場となった。グランドスラム・大阪では準決勝で熊代に反則勝ちするも、決勝ではロシアのイナル・タソエフに技ありで敗れて2位だった。
2020年4月からは旭化成の所属となった。11月の講道館杯では準々決勝で天理大学2年の中野寛太に反則負けすると、3位決定戦でも小川に技ありで敗れて5位に終わった。12月に延期された全日本選手権では3回戦で90kg級の東京オリンピック代表である綜合警備保障の向翔一郎を払腰、準々決勝で日本製鉄の田中源大に反則勝ち、準決勝で81kg級の選手である綜合警備保障の佐々木健志を袖釣込腰からの上四方固でそれぞれ破るも、決勝では大学と会社の先輩である旭化成の羽賀龍之介に内股で敗れて2位だった。
2021年4月の体重別では初戦で佐藤に反則負けを喫した。12月の全日本選手権では準決勝で王子谷に反則勝ちすると、決勝は昨年に続く対戦となった羽賀をGSに入ってから小外刈の技ありで破って、今大会初優勝を成し遂げた。
2022年4月の体重別では準決勝で国士館大学3年の斉藤立との対戦で、13分半にも及ぶ戦いの末に両者反則負けとなった。続く全日本選手権では準々決勝で小川に反則負けを喫して5位に終わり、2連覇はならなかった。5月の実業団体では優勝した。6月のグランドスラム・ウランバートルでは準決勝でオランダのロイ・メイヤーに反則負けすると、3位決定戦でも小川に反則負けして5位に終わった。なお、小川がケガをしたため、10月に開催される世界団体の代替メンバーに選ばれた。世界団体では決勝のフランス戦で一本勝ちするなどチームの優勝に貢献した。11月の講道館杯では準決勝で国士館大学3年の高橋翼に縦四方固で敗れると、3位決定戦でも中野に反則負けを喫して5位に終わった。12月のグランドスラム・東京には斉藤の代替で出場を果たすと、準決勝でオリンピックチャンピオンであるチェコのルカシュ・クルパレクとの対戦となるも相手が棄権したため不戦勝ちとなると、決勝では影浦を大内刈で破って優勝を飾った。
2023年2月のグランドスラム・パリでは初戦で元世界チャンピオンであるジョージアのグラム・ツシシビリを谷落で破るなど、準決勝まで全て一本勝ちするも、決勝では地元フランスのテディ・リネールに反則負けを喫して2位だった。4月の体重別では決勝で世界ジュニアチャンピオンである東海大学3年の中村雄太を隅落で破って今大会初優勝を飾った。続く全日本選手権では準決勝で羽賀に立ち姿勢から関節技を仕掛けたことにより反則負けを喫して3位だった。
6月の実業団体では優勝した。グランドスラム・ウランバートルでは初戦でジョージアのサバ・イナネイシビリに隅返で敗れた。8月のグランプリ・ザグレブでは決勝でクルパレクに反則負けを喫して2位にとどまった。9月のアジア大会では準々決勝で韓国のキム・ミンジョンに谷落で敗れると、その後の3位決定戦でもウズベキスタンのアリシェル・ユスポフに横車で敗れて5位だった。団体戦では準決勝の韓国戦で個人戦で敗れたキムを技ありで破ると、決勝のウズベキスタン戦では同じく個人戦で敗れたユスポフを技ありで破ってチームの優勝に貢献した。11月の講道館杯では準決勝で王子谷を送襟絞で破るも、決勝では会社の後輩となった中野に反則負けを喫して2位にとどまった。
2024年3月のグランドスラム・タシケントでは2回戦で世界チャンピオンのアンディ・グランダに反則勝ちするなどして決勝まで進むと、中立選手として出場したロシアのタメルラン・バシャエフを技ありで破って優勝した。4月の体重別では準決勝で王子谷に反則勝ちすると、決勝では影浦を縦四方固で破って今大会2連覇を達成した。これにより、世界選手権代表に選出された。続くアジア選手権では決勝でキム・ミンジョンを技ありで破って優勝した。団体戦では初戦の韓国戦でキム・ミンジョンを合技で破ると、決勝のモンゴル戦でもオドフー・ツェツェンツェンゲルを技ありで破るなどしてチームの優勝に貢献した。5月の世界選手権では2回戦でタジキスタンのテムール・ラヒモフに技ありで敗れた。6月の実業団体では優勝した。12月のグランドスラム・東京では決勝で同僚の中野に技ありで敗れて2位にとどまり、今大会2連覇はならなかった。
2025年2月のグランドスラム・バクーでは決勝でバシャエフを有効で破って優勝した。4月の体重別では決勝で同じ旭化成の所属となった中村雄太に反則勝ちして今大会3連覇を達成した。これにより、世界選手権代表に選ばれた。続く全日本選手権では準々決勝で綜合警備保障の香川大吾に0－3の判定で敗れた。5月のグランドスラム・アスタナでは決勝で地元カザフスタンのエラシル・カジバエフを内股で破るなどオール一本勝ちして優勝した。6月の実業団体では決勝のパーク24戦で100㎏級のグリーンカラニ海斗を送襟絞で破ると、チームも優勝した。続く世界選手権では2回戦でモンゴルのバトフヤグ・ゴンチグスレンに帯取返で敗れた。
IJF世界ランキングは780ポイント獲得で53位（25/6/9現在）。

## 戦績
- 2009年
  - 全国少年柔道大会 6年生の部 優勝
  - 全国小学生学年別柔道大会 優勝（50kg超級）

### 90kg超級
- 2012年
  - 全国中学校柔道大会 優勝
- 2013年
  - 全日本カデ 優勝
  - ポーランドカデ国際 3位
  - 世界カデ 優勝
- 2014年
  - 全国高校選手権 個人戦無差別 3位、団体戦 2位
  - 金鷲旗 5位
  - インターハイ 個人戦 5位
- 2015年
  - 全国高校選手権 個人戦無差別 優勝、団体戦 5位
  - 金鷲旗 5位

### 100kg超級
- 2015年
  - インターハイ 個人戦 5位、団体戦 5位
  - 全日本ジュニア 3位
  - アジアジュニア 優勝
- 2016年
  - 優勝大会 優勝
  - ポーランドジュニア国際 優勝
  - 全日本ジュニア 優勝
  - 講道館杯 2位
  - グランドスラム・東京 3位
- 2017年
  - ヨーロッパオープン・ローマ 優勝
  - 体重別 3位
  - 優勝大会 優勝
  - ユニバーシアード 個人戦無差別 優勝　団体戦 優勝
  - ジュニア交流大会 優勝
  - 体重別団体 優勝
- 2018年
  - グランドスラム・エカテリンブルグ 優勝
  - 優勝大会 優勝
  - 学生体重別 優勝
  - 体重別団体 3位
  - 講道館杯 3位
- 2019年
  - 選抜体重別 3位
  - 全日本選手権 3位
  - 優勝大会 優勝
  - 体重別団体 優勝
  - 講道館杯 5位
  - グランドスラム・大阪 2位
- 2020年
  - 講道館杯 5位
  - 全日本柔道選手権 2位
- 2021年
  - 全日本柔道選手権 優勝
- 2022年
  - 体重別 3位
  - 全日本柔道選手権 5位
  - 実業団体 優勝
  - グランドスラム・ウランバートル 5位
  - 世界団体　優勝
  - 講道館杯 5位
  - グランドスラム・東京 優勝
- 2023年
  - グランドスラム・パリ　2位
  - 体重別　優勝
  - 全日本柔道選手権 3位
  - 実業団体 優勝
  - グランプリ・ザグレブ　2位
  - アジア大会　個人戦　5位　団体戦　優勝
  - 講道館杯 2位
- 2024年
  - グランドスラム・タシケント　優勝
  - 体重別 優勝
  - アジア選手権 個人戦 優勝　団体戦 優勝
  - 実業団体 優勝
  - グランドスラム・東京 2位
- 2025年
  - グランドスラム・バクー　優勝
  - 体重別 優勝
  - 全日本柔道選手権 5位
  - グランドスラム・アスタナ　優勝
  - 実業団体 優勝

（出典、JudoInside.com）